# L'home de la màscara de ferro
L'home de la màscara de ferro és un misteriós personatge francès dels segles XVII-XVIII, que va ser empresonat per raons desconegudes a la presó de la Bastilla. Mentre va romandre a la presó el seu rostre va ser cobert amb una màscara probablement feta de vellut, encara que la llegenda diu que era de ferro. La primera referència a la seva existència la va fer el filòsof de la Il·lustració Voltaire, a través de la seva obra El segle de Luis XIV.

## La història
Diversos historiadors i escriptors han relatat com va ser la misteriosa vida de l'«home de la màscara de ferro». El principal va ser Voltaire qui, estant en la Bastilla en qualitat de reu, va rebre narracions de presos més antics que parlaven de l'existència del misteriós personatge. Segons la llegenda, el personatge va morir en 1703 i va ser enterrat al cementiri de Sant Pau, a París, amb el pseudònim de Marchiali, però el seu veritable nom i les raons per les quals havia estat tancat eren considerades secret d'Estat.
Una altra referència és la d'Alexandre Dumas, qui al segle xix, en la seva novel·la El vescomte de Bragelonne, s'ocuparia de l'assumpte. Narra que l'«home de la màscara de ferro» probablement era un germà bessó de Luis XIV de França, que disputaria el seu dret al tron; al que li va afegir la imaginació popular a l'assumpte.
Altres el consideren originat par la relació entre Anna d'Àustria i el Cardenal Mazarino, o com a fill fora del matrimoni de Carles I, de Anglaterra. Amb el temps, aquests arguments van contribuir a abonar el mite de la seva existència.

## La llegenda
Segons Voltaire, l'«home de la màscara de ferro» era un jove alt i bell, de bona obediència i a qui no se li negava res del que demanava tant a la Bastilla com a altres presons. Se li donava el millor sopar i l'agutzil es reunia algunes vegades amb el personatge. A més a més, li agradaven els vestits fins i els encaixos i li agradava tocar la guitarra. Hauria estat alimentat per un sordmut. Tenia prohibit el contacte amb el personal de la presó i havia de tenir posada la màscara tot el temps.

## Fets
Els registres preservats de la Bastilla parlen d'un home misteriós que va estar presoner durant dècades. El seu custodi era Benigne de Saint-Mars, qui exercia com a governador penitenciari de Pignerol. Estant allà ja tenia al presoner a la seva cura, i se'l va emportar amb ell quan va ser canviat de jurisdicció a la Illa Santa Margarida, localitzada prop de Cannes.
Quan va ser nomenat governador de la Bastilla el 1698, de Saint-Mars portava dos presoners, un dels quals era l'home de la màscara de ferro.

## Les teories i la veritat
Una multitud de personatges van ser, en un cert moment, els «homes de la màscara de ferro», però diverses recerques van acabar per descartar-los a causa de proves que permetien determinar la seva veritable existència. Alguns d'ells són:
- Un germà bessó de Luis XIV.
- Un germà major extramatrimonial de Luis XIV.
- Molière, el dramaturg francès.
- Nicolás Fouquet, ministre de finances de Luis XIV.
- Mathiolli, un estafador.
- Dubreuil, un espia de confiança i que va acabar condemnat per un fiasco ocorregut.
- Eustache D'Auger, arrestat per raons desconegudes.

### D'Artagnan
Per a l'historiador anglès Roger MacDonald La màscara de ferro, La veritable història de D'Artagnan i Els tres mosqueters, (ed. Crítica 2006), la màscara de ferro seria el mosqueter D'Artagnan. Ferit a Maastricht el 1673, hauria estat enviat a la presó de Pignerol, on la màscara l'hauria ocultat als ulls dels mosqueters que el vigilaven. La prova, segons MacDonald, seria el llibre Mémoires de M. D'Artagnan, escrit per Gatien de Courtilz de Sandras (1644-1712), qui va passar 9 anys a la Bastilla entre 1702 i 1711 coincidint amb D'Artagnan. MacDonald creu que la font de Courtilz va ser el propi mosqueter.

### Vivien de Bulonde
En 1890 van arribar a les mans de Louis Gendron, un historiador militar francès, algunes cartes codificades que va passar a Etienne Bazeries, del departament de criptografia de l'exèrcit francès. Després de tres anys, Bazeries va poder llegir alguns dels missatges al Gran Codi de Lluís XIV. Un d'ells es referia a un presoner a qui identificava com el general Vivien de Bulonde. Una de les cartes escrites per François de Louvois feia referència específica al crim de Bulonde:
Durant el setge de Cuneo, de Bulonde estava preocupat per l'arribada de tropes enemigues des d'Àustria i va ordenar una precipitada retirada, deixant rere seu les seves municions i homes ferits. Lluís XIV estava furiós, i en una altra de les cartes va ordenar específicament que a de Bulonde «se'l condueixi a la fortalesa de Pignerole, on ha de ser tancat en una cel·la, sota custòdia durant la nit, i se li permetrà caminar pels merlets durant el dia amb una màscara posada ». Les dates de les cartes s'ajusten a les dates dels registres originals sobre l'home de la màscara de ferro.

## Cinema i literatura
Per estimular més la imaginació pel que fa al "home de la màscara de ferro", a la literatura se l'esmenta a l'obra d'Alexandre Dumas: El vescomte de Bragelonne (s. XIX), tercer i últim llibre de la saga de Els tres mosqueters, sent desenvolupat també el personatge, de manera íntegra, per Dumas en l'assaig titulat "l'home de la màscara de ferro" (en Crims cèlebres), que més endavant s'editaria per separat com a llibre.
Al cinema s'han rodat diverses pel·lícules sobre aquest tema. La més recent data de 1998..
| Any  | Pel·lícula                        | Director              | Protagonista        | Producció     |
| ---- | --------------------------------- | --------------------- | ------------------- | ------------- |
| 1998 | L'home de la màscara de ferro     | Randall Wallace       | Leonardo DiCaprio   | EUA           |
| 1977 | The Man in the Iron Mask          | Mike Newell           | Richard Chamberlain | Regne Unit    |
| 1962 | Le masque de fer                  | Henri Decoin          | Jean Marais         | França/Itàlia |
| 1960 | El hombre de la máscara de hierro |                       |                     | Veneçuela     |
| 1960 | La máscara de hierro              | Joselito Rodríguez    | Luis Aguilar        | Mèxic         |
| 1943 | El hombre de la máscara de hierro | Marco Aurelio Galindo | José Cibrián        | Mèxic         |
| 1939 | L'home de la màscara de ferro     | James Whale           | Louis Hayward       | EUA           |
| 1929 | The Iron Mask                     | Allan Dwan            | William Bakewell    | EUA           |